# Willi Stadel
Wilhelm Friedrich Stadel dit Willi Stadel est un gymnaste artistique allemand né le 9 juillet 1912 et mort le 23 mars 1999.

## Biographie
Willi Stadel remporte la médaille d'or concours général par équipes aux Jeux olympiques d'été de 1936  à Berlin. Il est aussi huitième du concours général individuel.